# 383508 Vadrot
383508 Vadrot este o planetă minoră (asteroid) din centura de asteroizi. A fost descoperită pe 9 februarie 2007 la Nogales de Jean-Claude Merlin⁠(d). 
Obiectul prezintă o orbită caracterizată de o semiaxă mare de 2,3637443224182 UAi, o excentricitate de 0,19757722054296, o înclinație de 2,5506084719158 ° în raport cu ecliptica.